# 牧野利香

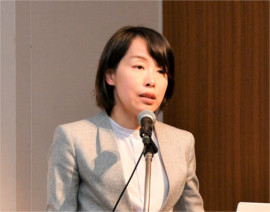
2020年1月

牧野 利香（まきの りか、1971年（昭和46年）12月29日 - ）は日本の労働・厚生労働官僚。

## 経歴
北海道札幌市出身。1993年8月 国家公務員一種試験（法律）に合格。1994年3月、東京大学法学部を卒業し、4月 労働省入省（職業安定局高齢・障害者対策部企画課）。内閣府にも出向し、高齢社会や子供の貧困対策などに携わった。
2023年7月7日、愛知県副知事に着任。愛知県が厚生労働省出身の女性官僚を副知事に登用するのは6代連続となる。福祉や保健医療などの分野を担当する

## 年譜
基本的な出典
- 1993年8月：国家公務員一種試験（法律）に合格[1]。
- 1994年
  - 3月：東京大学法学部卒業
  - 4月：労働省入省（職業安定局高齢・障害者対策部企画課）
- 1994年8月：兵庫県労働部職業安定課
- 1995年4月：労働省労政局労働法規課
- 1997年8月：労働省職業能力開発局能力開発課
- 1998年4月：労働省女性局女性労働課
- 2001年1月6日：厚生労働省雇用均等・児童家庭局短時間・在宅労働課
- 2002年4月：日本労働研究機構研究員
- 2003年9月：厚生労働省政策統括官付労働政策担当参事官室長補佐
- 2004年7月：茨城労働局総務部長
- 2007年4月：厚生労働省政策統括官付労働政策担当参事官室長補佐､（併）内閣府情報公開・個人情報保護審査会事務局審査官付審査専門官
- 2009年4月：厚生労働省職業能力開発局育成支援課長補佐
- 2011年4月：厚生労働省医薬食品局総務課長補佐､（併）医薬食品局総務課医薬品副作用被害対策室､（併）医薬食品局審査管理課､（併）医薬食品局審査管理課医療機器審査管理室､（併）医薬食品局審査管理課化学物質安全対策室､（併）医薬食品局血液対策課､（併）健康局結核感染症課
- 2012年8月：厚生労働省職業安定局派遣・有期労働対策部需給調整事業課派遣・請負労働企画官
- 2013年7月：厚生労働省職業安定局派遣・有期労働対策部企画課雇用支援企画官
- 2014年7月：内閣府男女共同参画局調査課調査官
- 2016年6月：厚生労働省アフターサービス推進官､（併）政策統括官付社会保障担当参事官室､（併）政策統括官付政策評価官室
- 2018年7月31日：内閣府政策統括官（共生社会政策担当）付参事官（高齢社会対策担当） 兼 内閣府経済社会総合研究所上席研究官
- 2020年8月8日：厚生労働省雇用環境・均等局有期・短時間労働課長
- 2022年6月28日：厚生労働省政策統括官（統計・情報政策、労使関係担当）付参事官 (企画調整担当）（統計・情報総務室長併任）
- 2023年7月7日：愛知県副知事[2]
- 2025年7月14日︰勤労者退職金共済機構審議役[4]